# Cambessedesia tenuis
Cambessedesia tenuis är en tvåhjärtbladig växtart som beskrevs av Markgr.. Cambessedesia tenuis ingår i släktet Cambessedesia och familjen Melastomataceae. Inga underarter finns listade i Catalogue of Life.